# Herrenmühle (Obersontheim)

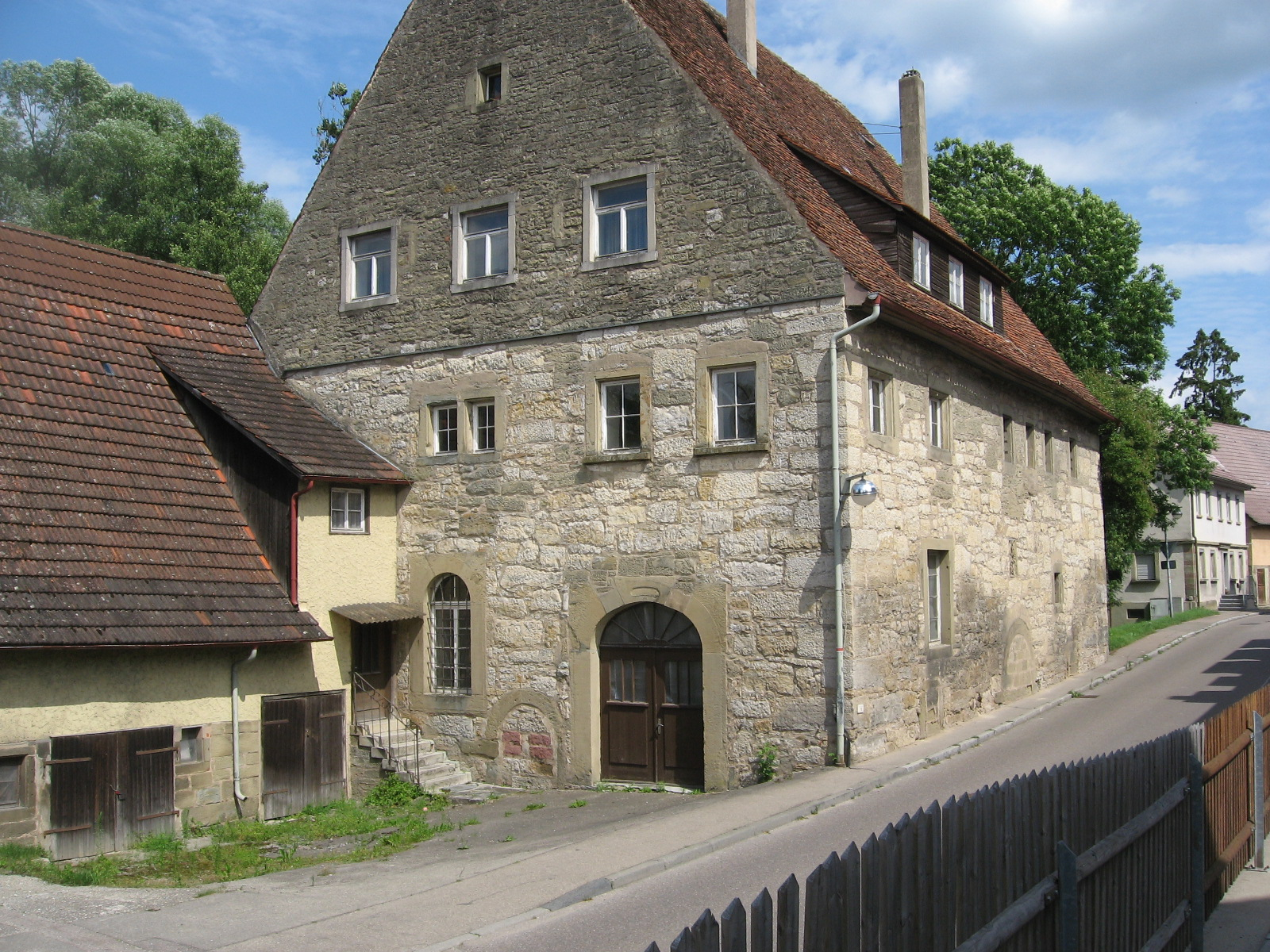
Ansicht von der Straße. Mühlentor, Inschrift Johannes G. Mück 1851

Die Herrenmühle ist eine ehemalige Wassermühle in Obersontheim. Sie wurde ~1200 erbaut und steht unter Denkmalschutz.

## Lage
Die Herrenmühle befindet sich am südlichen Ortsrand von Obersontheim an der Hauptstraße Richtung Bühlertann. Das für das Mühlrad benötigte Wasser stammte aus der hinter der Mühle fließenden Bühler.

## Architektur

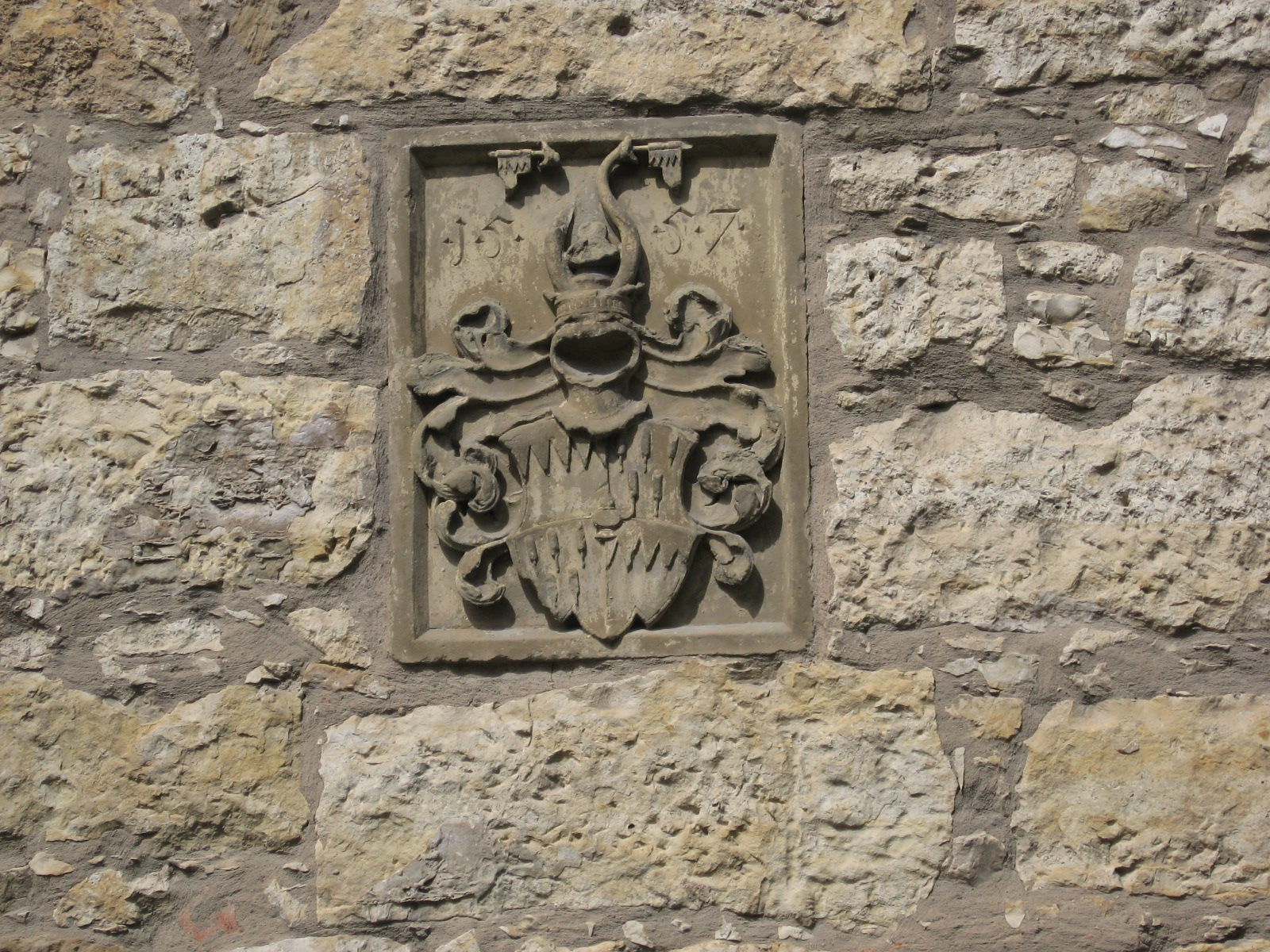
Limpurgische Wappentafel von ~1851 (Johannes G. Mück)

Die erste Herrenmühle Obersontheim wurde um 1200 aus Natursteinen erbaut. Es war ein typisch romanisches Bauwerk mit großen Fenster- und Toröffnungen. Aus dieser Zeit sind die massiven Außenmauern von Spülraum und ursprünglichem Mühlkanal (Untergeschoss), Mühlenstube (Erdgeschoss) und Füllebene (Obergeschoss) erhalten. Vom ursprünglichen Ausbau, Giebeln und Dach ist nichts mehr vorhanden. Mehrere Maueröffnungen im Obergeschoss weisen im oberen Teil rundliche Ausplatzungen an den Wangen auf.
Die heutige Mühle wurde vielleicht 1557 nach einem Brand wieder ausgebaut und beeindruckt durch ihre kompakte Bauweise auf ca. 260 m2 Grundfläche, ihre Außenhöhe von ca. 16 Metern und eine Innenhöhe von mehr als 18 Metern. Manche Steinblöcke erinnern an kleinere Pyramiden. Wahrscheinlich wurde ob der Ausmaße der Außenmauern der Fachwerkausbau zumindest an die ursprüngliche Bauweise angelehnt. Zwei Türöffnungen im Norden und Osten wurden komplett zugemauert. Alle anderen Maueröffnungen bekamen kleinere Sandsteineinfassungen eingesetzt.

## Aktuelle Nutzung
Die Mühle befindet sich in Privateigentum und wird als Wohngebäude genutzt.